# Zbigniew Chlebowski
Zbigniew Chlebowski (Żarów; 8 de Março de 1964 —) é um político da Polónia. Ele foi eleito para a Sejm em 25 de Setembro de 2005 com 18281 votos em 2 no distrito de Wałbrzych, candidato pelas listas do partido Platforma Obywatelska.
Ele também foi membro da Sejm 2001-2005.